# Accelerazionismo
Col termine accelerazionismo, in filosofia politica e nelle scienze sociali, si intende la teoria politica secondo la quale il superamento del capitalismo si può ottenere accelerando, e non contrastando, i processi che lo caratterizzano.

## Descrizione
Parte della filosofia accelerazionista contemporanea trae origine dalla teoria della deterritorializzazione elaborata da Gilles Deleuze e Félix Guattari. Il termine accelerazionismo può anche venir usato per riferirsi più genericamente, e spesso con accezione peggiorativa, all'idea di intensificare il capitalismo al fine di affrettare le sue tendenze autodistruttive, portandolo, in definitiva, al collasso.
La teoria accelerazionista si divide in due varianti (tra loro inconciliabili), una di sinistra e una di destra. L'accelerazionismo di sinistra mira a spingere l'evoluzione tecnologica al di là delle costrittive logiche del profitto e dello sfruttamento insite nel capitalismo, liberando le potenzialità insite nella tecnologia moderna - e sopite forzosamente dal sistema attuale - per fini di miglioramento sociale ed emancipazione. L'accelerazionismo di destra è a favore di un'intensificazione del capitalismo in quanto tale, anche al fine di portare ad un'eventuale singolarità tecnologica.
I principali teorici della variante di sinistra della teoria sono Nick Srnicek e Alex Williams, autori del Manifesto accelerazionista e dell'influente saggio Inventare il futuro. Per un mondo senza lavoro in cui viene ulteriormente approfondito il pensiero accelerazionista. La genesi dell'accelerazionismo di sinistra è spesso attribuita a Mark Fisher, un ex membro del Cybernetic Culture Research Unit (CCRU) e mentore di Srnicek e Williams. L’accelerazionismo di sinistra, di chiara e dichiarata matrice marxista, cerca di esplorare, in modo ortodosso e convenzionale, i modi in cui la società moderna ha in sé lo slancio per creare futuri che siano equi e liberatori. Mentre le altre correnti di pensiero accelerazionista rimangono radicate in un certo spettro ideologico, l’accelerazionismo di sinistra è nato con il preciso intento di usare queste idee per il superamento del capitalismo. In risposta a questa corrente di accelerazionismo e al suo ottimismo per l’egualitarismo e la liberazione individuale e collettiva, che si discosta dagli interessi precedenti per la sperimentazione e il delirio, l'accelerazionista di destra Nick Land ha respinto le sue idee in un’intervista su The Guardian, affermando che “la nozione che la tecnologia auto-propellente sia separabile dal capitalismo è un profondo errore teorico”.

### Libri
- (EN) Nick Land, Fanged Noumena, a cura di Ray Brassier e Robin Mackay, Urbanomic, 2011, ISBN 9780955308789.
- (EN) Robin Mackay (a cura di), #ACCELERATE: The Accelerationist Reader, Urbanomic, 2014, ISBN 9780957529557.
- (EN) Benjamin Noys, Malign Velocities: Accelerationism and Capitalism, Zero Books, 2013, ISBN 9781782793007.
- Nick Srnicek e Alex Williams, Inventare il futuro. Per un mondo senza lavoro, traduzione di Fabio Gironi, Roma, Nero Editions, 2018, ISBN 9788880560098.